# Солдатский переулок (Москва)
Солдатский переулок — улица в районе Лефортово Юго-Восточного административного округа Москвы. В 1711 году переулок получил название Петропавловский по возведённой поблизости каменной церкви Петра и Павла, после 1917 года некоторое время именовался Лефортовской улицей. В 1922 году Петропавловские улица и переулок были переименованы в Солдатские улицу и переулок по наименованию Солдатской слободы Лефортовского полка.